# Solivella
Solivella ist eine Gemeinde (Municipio) mit 626 Einwohnern (Stand: 2024) im Südosten Kataloniens in Spanien. Die Gemeinde gehört zur Comarca Conca de Barberà. 

## Lage
Solivella liegt 32 Kilometer nördlich von Tarragona in einer durchschnittlichen Höhe von ca. 490 m. 

## Bevölkerungsentwicklung
| Jahr      | 1970 | 1981 | 1991 | 2001 | 2011 | 2021 |
| Einwohner | 918  | 806  | 714  | 617  | 687  | 640  |

## Sehenswürdigkeiten

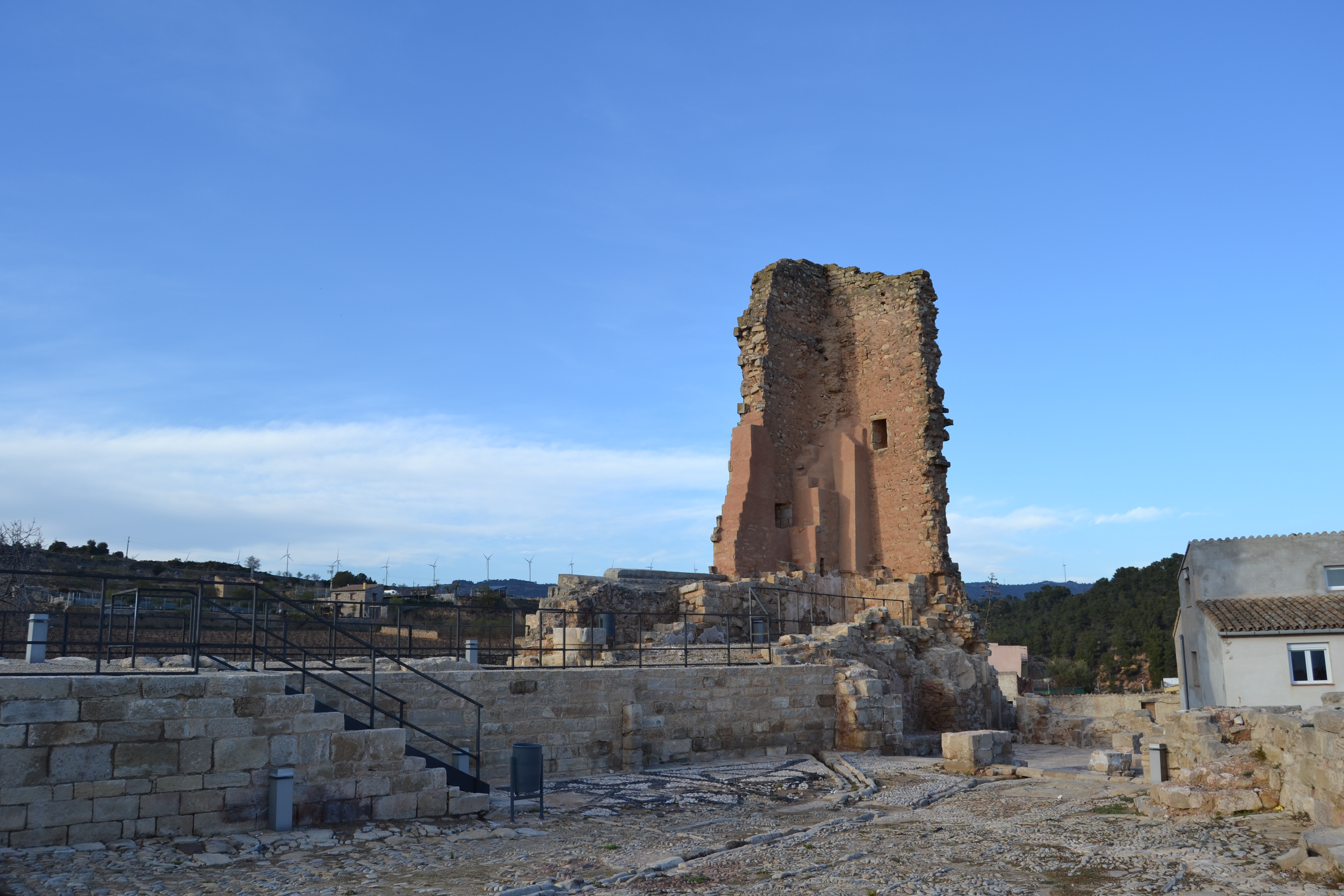
Burgruine von Solivella
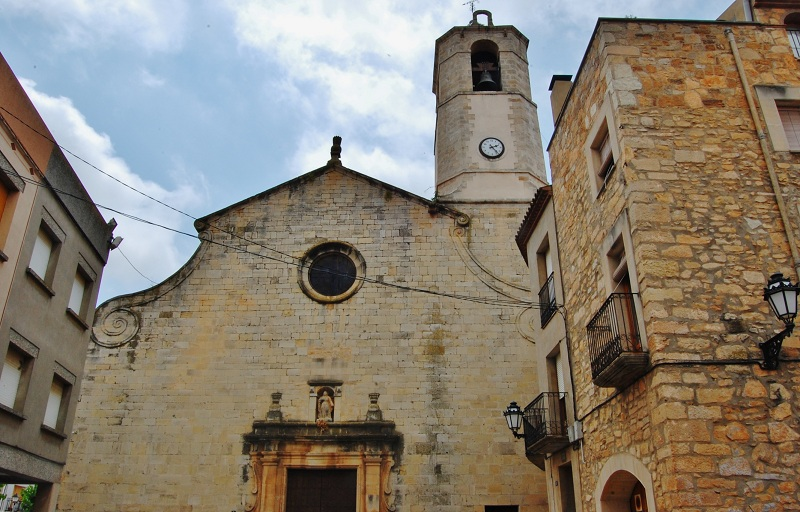
Kirche Mariä Himmelfahrt
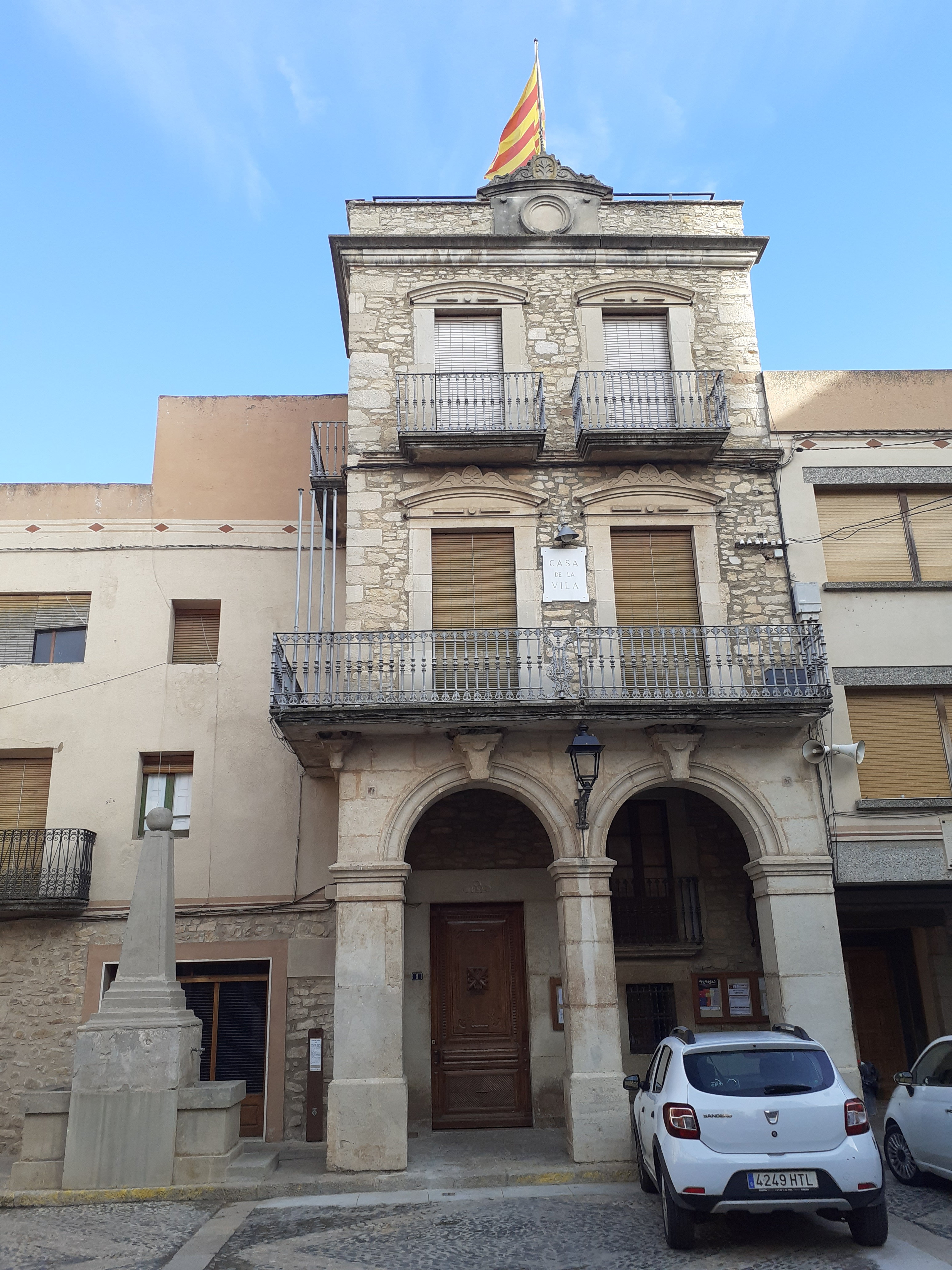
Rathaus

- Burgruine von Solivella
- Kirche Mariä Himmelfahrt
- Rathaus